# Елшанка (Лопатинский район)
Елшанка — село в Лопатинском районе Пензенской области России. Входит в состав Лопатинского сельсовета.

## География
Село находится в юго-восточной части Пензенской области, в пределах Приволжской возвышенности, в лесостепной зоне, на левом берегу реки Узы, на расстоянии примерно 3 километров (по прямой) к юго-востоку от села Лопатина, административного центра района. Абсолютная высота — 176 метров над уровнем моря.

### Климат
Климат характеризуется как умеренно континентальный, с тёплым летом и умеренно холодной зимой. Средняя температура воздуха самого холодного месяца (января) составляет −13,2 °C; самого тёплого месяца (июля) — 20 °C. Продолжительность периодов с температурой выше 0 °C — 208 дней, выше 5 °C — 170 дней, выше 10 °C — 136 дней. Годовое количество атмосферных осадков — 420—470 мм, из которых большая часть выпадает в тёплый период. Снежный покров держится в течение 131 дня.

### Часовой пояс
Село Елшанка, как и вся Пензенская область, находится в часовой зоне МСК (московское время). Смещение применяемого времени относительно UTC составляет +3:00.

## История
Основано в начале XVIII в. (до 1720 г.) в устье одноименной речки, левого притока Узы. Именовалась деревней, сельцом Спасским, затем селом Пятницким, Альшанкой тож. Первые помещики И.Ф. Городецкий, Н.С. Башмаков, И.Т. Жедринский и Г.П. Соловцов. Названия Спасское и Пятницкое церковного происхождения. В 1795 г. село Пятницкое, Елшанка тож, - вотчина вдовы, капитанши Ксантиппы Даниловны и ее детей – вахмистра лейб-гвардии Конного полка Александра Алексеевича и дочери, девицы Екатерины Алексеевны Толстых, а также за Варварой Петровной Голицыной, Иваном Ивановичем Нагаткиным, Марией Степановной Лупандиной, Иваном Никифоровичем Жедринским и другими помещиками. По другому источнику, в 1795 г. село Пятницкое, Елшанка тож, было владением бригадира и капитана флота Ивана Ивановича Нагаткина с прочими владельцами, 80 дворов, 275 ревизских душ. В 1877 г. – в составе Генеральщинской волости Петровского уезда Саратовской губернии, 88 дворов, церковь, суконная фабрика, ярмарка.
В 1921 г. – в составе Лопатинской волости Петровского уезда, 129 дворов. С 1928 года село входило в состав Лопатинского сельсовета Лопатинского района Вольского округа Нижне-Волжского края (с 1939 года — в составе Пензенской области). В 1955 г. – колхоз «Путь к коммунизму». 

## Население
| 1795 | 1859 | 1877 | 1914 | 1921 | 1926 | 1939 |
| ---- | ---- | ---- | ---- | ---- | ---- | ---- |
| 550  | ↗761 | ↗833 | ↘619 | ↗777 | ↘684 | ↘313 |
| 1959 | 1979 | 1989 | 1996 | 2002 | 2010 |      |
| ↘256 | ↘114 | ↗121 | ↗144 | ↘112 | ↗113 |      |

### Национальный состав
Согласно результатам переписи 2002 года, в национальной структуре населения русские составляли 54 %.